# Plague Inc.
Plague Inc. — мультиплатформова стратегічна відеогра, біологічний симулятор, розроблена і видана британською компанією Ndemic Creations у 2012 році. Гра доступна для платформ Android, iOS, Linux, macOS, Microsoft Windows, Windows Phone, Xbox One, PlayStation 4 і Nintendo Switch.
Являє собою симулятор поширення захворювання, заснований на досить складній і реалістичній моделі поширення епідемії. Завданням гравця є досягнути знищення людства або його цілковитого зараження.
Число завантажень Plague Inc. перевищило 75 мільйонів, гра була номінована на нагороду «найкраща стратегічна гру 2012 року» за версією IGN. У 2012 році вона була 15 в списку найзавантажуваніших ігор для iPhone в США. 20 лютого 2014 року, в рамках Steam Early Access, вийшла ПК-версія гри, під назвою Plague Inc: Evolved. 18 лютого 2016 року відбувся повноцінний реліз ПК-версії Plague Inc.

## Ігровий процес

### Епідемія
Plague Inc.  — це стратегічний симулятор, в якому гравець контролює збудника хвороби, що заразив «Нульового пацієнта». Гравець повинен заразити всіх людей, розвиваючи хворобу і адаптуючи її до різних умов. На вибір пропонується кілька збудників — бактерія, вірус, грибок, паразит, пріон, та фантастичні збудники — нановірус і біозброя. Кожен наступний збудник відкривається після успішного завершення пандемії попереднього. На додаток, існують платні доповнення з особливими фантастичними збудниками хвороб: мозковим червом (не вбиває заражених, а змінює їхню свідомість, приводячи світ до антиутопії), некрозний вірус (перетворює людей на зомбі), мавп'ячий грип (деградує людей і розвиває мавп, що є посиланням на «Планету мавп») і «тіньова чума» (перетворює людей на вампірів). У хвороби є 3 характеристики — заразність, тяжкість і летальність. Перша впливає на шанс зараження, друга на складність створення ліків, а третя на шанс смерті зараженого. Гра має декілька рівнів складності, що включають інтенсивність заходів зі знезараження, швидкість розробки ліків та рівень параноїй в суспільстві. Наприклад, на високих рівнях лікарі здатні виявляти збудників без симптомів, а влада може йти на радикальні дії, такі як винищення заражених.
Світ у грі поділяється на країни з різним рівнем охорони здоров'я та природними умовами. Гравець заражає в обраній країні «нульового пацієнта». З плином часу заражаються люди всередині країн, хвороба поширюється від людини до людини через транспорт і при особистому контакті, переноситься, залежно від типу, тваринами, птахами, комахами, через кров. Існують випадкові і керовані види зараження. До перших можна віднести зараження від людини і нещасні випадки в лабораторіях. До керованих видів можна віднести активацію спор грибка, переміщення зомбі, вампірів, троянських літаків або груп розумних мавп. За зараження і загибель людей гравець отримує очки ДНК, за які він може розвинути шляхи передачі хвороби, її симптоми та стійкість. Також у хвороби може статися мутація, тоді вона отримує додатковий симптом без витрати очок ДНК. Також можливий спонтанний розвиток комбінований рис, у випадку якщо у гравця вже відкрито певні симптоми. Наприклад, поєднання нудоти й кашлю може мутувати у комінацію «фонтануючої блювоти», що значно підсилює заразність.
Час на зараження людства обмежений, адже люди можуть розробити ліки для лікування хвороби (розробка починається тоді, коли хвороба сильно проявляється), що завадить виграти. Крім того, деякі збудники слабнуть у певному кліматі.

### Боротьба з епідемією
У режимі «Cure» пропонується керувати навпаки боротьбою з поширенням хвороби. Для цього належить турбуватися про спостереження за вже зараженими, оголошувати карантин і заходи з боротьби проти хвороби, здійснювати дослідження та шукати економічну підтримку.
Пропонується обмежувати подорожі, забороняючи наземні, водні чи повітряні сполученням між країнами, оголошувати карантин і локадаун. На карантинних територіях боротьба з поширенням хвороби відбувається через такі заходи, як самоізоляція, поширення антиспетиків, носіння масок, відстеження контактів, огляд пасажирів, просвітницька діяльність тощо. Для лікування слугують розробка ліків, забезпечення місць у лікарнях, будівництво фармакологічних фабрик. Щоб отримати кошти на цю діяльність, потрібно потурбуватися про збільшення податків або зменшення витрат на інші галузі. Гравець може покладатися на свій авторитет, який зростає при успішних діях, або вдаватися до цензури та поширення фейкових новин аби

## Розробка
Джеймс Вон, засновник Ndemic Creations, до переходу в ігрову індустрію у віці 25 років був бізнес-консультантом і розробив гру як хобі. Джерелами натхнення для нього послугували фільм «Зараза» і браузерна флеш-гра 2008 року Pandemic 2, розроблена Dark Realm Studios, в якій гравець керував розповсюдження заразної хвороби по країнах та регіонах світу. Вону сподобалася ідея Pandemic 2, але він вважав, що гра могла б бути і кращою — мати глибшу стратегію, сильніший наратив, бути реалістичнішою. Створення гри зайняло у нього близько року — він працював над Plague Inc.  вечорами і вихідним, і, оскільки Вон до цього ніколи не займався розробкою ігор, йому доводилося освоювати це ремесло. Початковий бюджет гри склав менше $5 тис. Вон не мав медичної освіти, але завжди цікавився біологією, і при створенні закладених у гру моделей і алгоритмів перечитав безліч матеріалів в мережі; кілька місяців у нього пішло на відпрацювання циклу інфекції — того, як люди заражаються самі і заражають навколишніх.

## Благодійна діяльність
У березні 2020 року компанія Ndemic Creations пожертвувала Всесвітній організації охорони здоров'я та Коаліції інновацій з готовності до епідемії $250 тис., отриманих від продажів Plague Inc., на боротьбу з пандемією COVID-19. Також було анонсовано розробку нового режиму гри, де гравцям належить зупинити поширення хвороби. Цей режим вийшов 11 листопада 2020 року для мобільних пристроїв і 28 січня 2021 року для ПК.

## Заборона у Китаї
У лютому 2020 року на тлі пандемії коронавірусної інфекції COVID-2019 у Китаї гра зникла з магазинів мобільних додатків для китайських користувачів через вміст у ній «нелегального контенту». Перед цим гра очолила продаж мобільних додатків у Китаї.